# Daniel de Pádua
São Daniel de Pádua (falecido em 168 d.C.) é venerado como o diácono de São Prosdócimo, o primeiro bispo de Pádua. Disse ser de ascendência judaica, ele ajudou Prosdócimo, que evangelizava o nordeste de Nava. Daniel foi martirizado mais tarde.
As relíquias de Daniel, traduzidas em 3 de janeiro de 1064, estão na catedral de Pádua.

## Iconografia
Ele é retratado como um diácono segurando uma toalha e uma pia, sinais de serviço a seu bispo que apontam para a lavagem dos pés de seus discípulos por Jesus, bem como a lavagem ritual no judaísmo tradicional.

## Patrocínio
Daniel é invocado por mulheres cujos maridos estão em guerra.